# Anna Kurowska
Anna Kurowska (ur. 1980) – polska politolożka, specjalistka w zakresie polityki społecznej, doktor habilitowana nauk społecznych, profesor uczelni Uniwersytetu Warszawskiego, wykładowczyni na Wydziale Nauk Politycznych i Studiów Międzynarodowych UW.

## Kariera naukowa
W dniu 20 stycznia 2010 r. uzyskała na ówczesnym Wydziale Dziennikarstwa i Nauk Politycznych UW stopień doktora nauk humanistycznych w zakresie nauk o polityce na podstawie pracy Wskaźniki społeczne w polityce społecznej, której promotorką była Barbara Szatur-Jaworska. 21 marca 2018 uzyskała na tym samym wydziale, noszącym już wówczas nazwę Wydziału Nauk Politycznych i Studiów Międzynarodowych UW, stopień doktora habilitowanego nauk społecznych w dyscyplinie nauk o polityce na podstawie dorobku naukowego oraz pracy Polityka rodzinna a praca zawodowa kobiet i rodzicielstwo.  Należała do kadry naukowo-dydaktycznej Instytutu Polityki Społecznej UW, a po jego rozwiązaniu w ramach reorganizacji wydziału w 2019 r. znalazła się wśród pracowników Katedry Metodologii Badań nad Polityką. 
Zasiada w Komitecie Nauk Demograficznych Polskiej Akademii Nauk oraz Komitecie ds. Przeciwdziałania Mobbingowi na UW. Współredaktorka lub recenzentka wielu czasopism naukowych. 